# شهر خلاق
شهر خلاق مفهومی است که در آن خلاقیت به‌عنوان یک عامل استراتژیک در توسعۀ شهری تلقی می‌شود. در این پارادایم، شهرها علاوه بر این‌که باید کارآمد و عادلانه باشند، مکان‌ها، تجربیات و فرصت‌هایی را برای پرورش خلاقیت در بین شهروندان خود فراهم می‌کنند. 

## خلاقیت و تخیل در فعالیت‌های شهری
زمانی که مفهوم شهر خلاق معرفی شد، تنها یک آرزو به نظر می‌رسید، یا به عبارت بهتر، فراخوانی واضح برای تشویق ذهن باز و تخیل جهت ایجاد تأثیر چشمگیر بر فرهنگ سازمانی بود. فلسفۀ شهر خلاق این است که همیشه پتانسیل خلاقیت بیشتری در یک شهر فراصنعتی وجود دارد، بنابراین باید شرایطی فراهم شود تا مردم بتوانند با کمک نیروی تخیل در بهره‌برداری از فرصت‌ها یا رسیدگی به مشکلات شهری به‌ظاهر لاینحل، فکر، برنامه‌ریزی و عمل کنند.
این امر مستلزم زیرساخت‌هایی فراتر از سخت‌افزار، ساختمان‌ها، جاده‌ها یا فاضلاب است و زیرساخت‌های نرم را هم در بر می‌گیرد. زیرساخت خلاق ترکیبی از زیرساخت‌های سخت و نرم است. این زیرساخت شامل طرز فکر یک شهر و نحوۀ برخورد آن با فرصت‌ها و مشکلات، جو فکری آن شهر و مشوق‌ها و رژیم نظارتی آن شهر می‌شود. برای تبدیل شدن به یک شهر خلاق، زیرساخت‌های نرم شامل نیروی کار بسیار ماهر و انعطاف‌پذیر، متفکران، پدیدآورندگان و مجریان پویا نیاز هستند. البته در شهر خلاق، تنها هنرمندان و دست‌اندرکاران اقتصاد تنها افراد خلاق نیستند، هرچند که نقش مهمی دارند. خلاقیت می‌تواند از سوی هر منبعی ارائه شود، در واقع  هر کسی که به روشی مبتکرانه به حل مسائل می‌پردازد، خواه یک مددکار اجتماعی، یک تاجر، یک دانشمند یا کارمند دولتی باشد. خلاقیت تنها داشتن ایده نیست، بلکه توانایی اجرای آن‌ها نیز هست.
شهر خلاق طرفدار این است که فرهنگ خلاقیت در نحوۀ عملکرد ذی‌نفعان شهری تعبیه شود. با تشویق و مشروعیت بخشیدن به استفاده از تخیل در حوزه‌های عمومی، خصوصی و اجتماعی، بانک ایده‌ها و راه‌حل‌های بالقوه برای هر مشکل شهری گسترش می‌یابد.
شهر خلاق استعدادها را شناسایی و جذب می‌کند و آن‌ها را پرورش می‌دهد و حفظ می‌کند تا بتواند ایده‌ها، استعدادها و سازمان‌های خلاق را بسیج کند. محیط ساخته‌شده -صحنه و تنظیمات- برای ایجاد فضا بسیار مهم است. محیط خلاق مکانی است که دارای الزامات لازم از نظر زیرساخت‌های سخت و نرم برای ایجاد جریانی از ایده‌ها و اختراعات می‌باشد. منظور از محیط می‌تواند یک ساختمان، یک خیابان، یک منطقه یا محله، یک شهر یا یک منطقه باشد.
محبوبیت مفهوم خلاقیت به این دلیل است که جهان همراه با ساختارهای اقتصادی، اجتماعی و فرهنگی آن به‌شدت در حال تغییر است. این مفهوم تا حد زیادی توسط انقلاب فناوری اطلاعات راه‌اندازی شد. مقابله با این تغییرات مستلزم ارزیابی مجدد منابع و پتانسیل شهرها و فرآیند اختراع مجدد و ضروری در همۀ جبهه‌ها می‌باشد.
منابع فرهنگی در خلاقیت، مهارت‌ها و استعدادهای افراد تجسم یافته است. این منابع نه‌تنها شامل چیزهایی مانند ساختمان‌ها می‌شوند بلکه شامل نمادها، فعالیت‌ها و علاوه بر آن مجموعه محصولات محلی شامل صنایع دستی، تولیدات و خدمات نیز می‌شوند. منابع فرهنگی شهری خود شامل میراث تاریخی، صنعتی و هنری و دارایی‌هایی از قبیل معماری، مناظر شهری یا بناهای شاخص می‌گردند. این منابع همچنین شامل سنت‌های محلی و بومی، زندگی عمومی، جشنواره‌ها، آیین‌ها یا داستان‌ها و همچنین سرگرمی‌ها و شور و شوق هستند. زبان، غذا و آشپزی، فعالیت‌های اوقات فراغت، صنعت مد، همگی بخشی از منابع فرهنگی یک شهر هستند، همچنین خرده‌فرهنگ‌ها و سنت‌های فکری که می‌توانند برای بیان خاص بودن یک مکان مورد استفاده قرار گیرند. دامنه و کیفیت مهارت‌ها در هنرهای نمایشی و تجسمی و صنایع خلاق مهم هستند. قدردانی از فرهنگ باید به‌عنوان یک اصل جنبه‌های فنی برنامه‌ریزی و توسعۀ شهری را شکل دهد نه اینکه به‌عنوان یک افزودنی حاشیه‌ای در نظر گرفته شود که در اولویتی پایین‌تر و پس از پرداختن به مسکن، حمل و نقل و کاربری زمین مورد توجه قرار گیرد. این تمرکز توجه را به متمایز، منحصر به فرد و خاص در هر مکانی جلب می‌کند.

## نخستین توسعه‌ها
توسعۀ اولیۀ ایدۀ شهر خلاق برای نخستین بار توسط مؤسسۀ "شرکا برای مکان‌های قابل زندگی" (Partners for Livable Places) یا به‌سادگی "شرکا" که در سال ۱۹۷۷ تأسیس شد، انجام شد. Partners در ابتدا بر طراحی و فرهنگ به‌عنوان منابعی برای زیست‌پذیری تمرکز کردند. در اوایل دهۀ ۱۹۸۰، "شرکا" برنامه‌ای را برای مستندسازی ارزش اقتصادی طراحی و امکانات فرهنگی راه‌اندازی کرد. این برنامه موسوم به «اقتصاد رفاه» بررسی کرد که چگونه امکانات فرهنگی و کیفیت زندگی در یک جامعه با توسعۀ اقتصادی و ایجاد شغل مرتبط است. این اثر آغازگر مجموعه‌ای از مطالعات در خصوص تأثیر اقتصادی هنر در سراسر جهان بود.
مفاهیم اصلی مورد استفادۀ مؤسسۀ "شرکا" برنامه‌ریزی فرهنگی و منابع فرهنگی بودند که آن‌ها را در قالب برنامه‌ریزی منابع شهری شامل طراحی باکیفیت، معماری، پارک‌ها، محیط طبیعی، انیمیشن و به‌ویژه فعالیت‌های هنری و گردشگری می‌دیدند.
از اواخر دهۀ ۱۹۷۰ به بعد یونسکو و شورای اروپا شروع به بررسی صنایع فرهنگی کردند. از منظر توسعۀ این مفهوم در شهرها، نخستین بار نیک گارنهام بود که در سال ۱۹۸۳ در شورای لندن بزرگ، واحد صنایع فرهنگی را راه‌اندازی کرد تا صنایع فرهنگی را در دستور کار قرار دهد. وی با طراحی، بازخوانی و اقتباس از اثر اصلی تئودور آدورنو و والتر بنیامین در دهۀ ۱۹۳۰ که "صنعت فرهنگ" را نوعی هیولا می‌نگریست و همچنین تحت تأثیر هانس مگنوس انزنسبرگر، "صنایع فرهنگی" را به‌عنوان یک نیروی بالقوه رهایی‌بخش دید. این بررسی در صنایع فرهنگی آن زمان نشان داد که شهر و ملتی که بر توسعۀ صنایع فرهنگی، ارزش افزوده، صادرات و مشاغل جدید تاکید می‌کند، ضمن حمایت از رقابت‌پذیری، به گسترش رشد در اقتصاد جهانی ادامه می‌دهد. 
اولین اشاره به عبارت "شهر خلاق" به‌عنوان یک مفهوم در سمیناری بود که توسط شورای شهر ملبورن استرالیا، وزارت برنامه‌ریزی و محیط زیست (ویکتوریا) و وزارت هنر (ویکتوریا) در سپتامبر ۱۹۸۸ برگزار شد. تمرکز سمینار بر این بود که چگونه دغدغه‌های هنری و فرهنگی می‌توانند بهتر در فرآیند برنامه‌ریزی برای توسعۀ شهر ادغام شوند. سخنران اصلی دیوید ینکن، وزیر سابق برنامه‌ریزی و محیط زیست ویکتوریا، دستور کار گسترده‌تری را بیان کرد و گفت در عین حال که کارایی شهرها مهم است، اما علاوه برآن موارد بسیار بیشتری مورد نیاز است: «[شهر] باید از نظر احساسی رضایت‌بخش باشد و خلاقیت را در بین شهروندانش برانگیزد".
یکی دیگر از بازیگران مهم اولیه، انجمنی موسوم به کمدیا بود که در سال ۱۹۷۸ توسط چارلز لندری تأسیس شد. مطالعات سال ۱۹۹۱ این انجمن با عنوان "گلاسکو: شهر خلاق و اقتصاد فرهنگی آن"، در سال ۱۹۹۴ توسط مطالعۀ دیگری در مورد خلاقیت شهری به نام "شهر خلاق در بریتانیا و آلمان" دنبال شد.

## آناتومی
شهرهای خلاق علاوه بر این‌که مرکز اقتصاد خلاق می‌باشند و پذیرای مقادیر قابل توجهی از خلاقیت هستند، برای تجسم ساختاری خاص نیز تئوریزه شده‌اند. این ساختار همۀ افراد، فضاها، سازمان‌ها و نهادها را در سه دسته ظبقه‌بندی می‌کند: طبقات فوقانی، میانی و زیرین.
ظبقۀ سطح بالا متشکل از شرکت‌ها و مشاغلی است که در صنایع خلاق فعالیت می‌کنند. این‌ها سازمان‌هایی هستند که با برداشتن محصول خلاقانۀ ساکنان شهر و تبدیل آن به کالا یا خدمات قابل فروش، رشد اقتصادی را در شهر خلاق ایجاد می‌کنند.
طبقۀ زیرین متشکل از افراد خلاق منفرد -برای مثال هنرمندان، نویسندگان یا مبتکران- است که این محصول خلاق را تولید می‌کنند. طبقۀ میانی به‌عنوان فضایی برای تماس سطح بالا و سطح پایینی با یکدیگر عمل می‌کند. سطح میانی می‌تواند شامل مناطق فیزیکی باشد، برای مثال محله‌هایی با جمعیت بالایی از افراد خلاق، یا مناطقی با گالری‌ها و بارهایی که این افراد در آن جمع می‌شوند. همچنین می‌تواند متشکل از سازمان‌هایی باشد، مانند گروه‌های هنری، که در خدمت گرد هم آوردن افراد خلاق هستند. سطح میانی به محصولات خلاق طبقۀ زیرزمینی اجازه می‌دهد تا با ترکیب خروجی‌های خلاقانۀ متفاوت در محصولات مجزا، شکل ملموس‌تری به خود بگیرند. همچنبن به‌عنوان فضا، به افراد از سطح بالا و افراد از سطح زیرین اجازۀ ملاقات می‌دهد و انتقال ایده‌ها و افراد از یک سطح به سطح دیگر را تسهیل می‌کند.
پیامدهای سیاستی این چارچوب نظری این است که حکمروایی شهری  به‌منظور تأمین رشد اقتصادی که صنایع خلاق با خود به ارمغان می‌آورند، باید زمینۀ رشد کلیۀ سطوح میانی و زیرین و فوقانی را تقویت کند. این  کار را می‌توان از طریق طرح‌های پیشرانۀ برنامه‌ریزی شهری انجام داد که فضاهایی را ایجاد می‌کنند که می‌تواند به‌عنوان طبقۀ میانی مورد استفاده قرار گیرد و سیاست‌هایی که "طبقۀ خلاق" را که همان طبقۀ زیرین است را تشویق می‌کند.
البته این بعد سیاستی مفهوم شهر خلاق مورد انتقاد قرار گرفته است، چرا که به‌عنوان ابزاری نه برای احیای شهرها، بلکه برای ایجاد صنعتی مختص به ارائۀ وعده‌های نوسازی شهری به کار می‌رود. در تحقیق ریچارد فلوریدا در مورد شهرهای خلاق و طبقۀ خلاق، او معیارهای مختلفی از «پتانسیل خلاقیت» یک شهر را کمیت‌بندی می‌کند و سپس شهرها را بر اساس «شاخص خلاقیت» خود رتبه‌بندی می‌کند. این کار به نوبۀ خود، شهرها را تشویق می‌کند تا برای کسب رتبه‌های بالاتر و منافع اقتصادی ناشی از آن‌ها با یکدیگر رقابت کنند. برای انجام این کار، حکمروایی‌های شهری شرکت‌های مشاوره را استخدام خواهند کرد تا به آن‌ها در مورد چگونگی تقویت پتانسیل خلاق خود مشاوره دهند، بنابراین صنعت و طبقه‌ای از تخصص را در شهرهای خلاق ایجاد می‌کنند.

## ظهور اقتصاد خلاق و طبقۀ خلاق
انتقاداتی از ایدۀ شهر خلاق وجود دارد که ادعا می‌کنند این ایده فقط برای هیپستر‌ها، توسعه‌دهندگان املاک و کسانی که به دنبال اعیانی‌سازی مناطق یا جذاب‌تر کردن آن‌ها هستند جذاب است و  خصوصیات محلی و اصالت محلات را از بین می‌برد. باید تأیید کرد که این اتفاق در بعضی جاها افتاده است، اما این موضوع قرار نیست همیشه اتفاق بیفتد و غیر قابل پیش‌گیری نیز نمی‌باشد. در واقع یک چالش خلاقانه در این مورد وجود دارد و آن هم یافتن مقررات و انگیزه‌های مناسب برای حذف جنبه‌های منفی است. یک نگرانی به‌جا در این خصوص این است که در مورد محلاتی که به‌لحاظ ارزش واقعی املاک و  ساختمان‌ها ارزش چندانی ندارند، از حاصل دسترنج و خلاقیت هنرمندان، صرفاً در راستای اعیانی‌سازی و بالا بردن ارزش کاذب آن‌ها سوءاستفاده شود (نوعی بزک‌سازی)، تا دیگران تشویق به مهاجرت به این محلات بشوند، که این موضوع به‌عنوان نوعی از شستشوی هنری نامیده می‌شود.
منتقدین از شهر خلاق و صنایع خلاق و فرهنگی، آن‌ها را به‌عنوان ابزاری نئولیبرالی برای استخراج ارزش از فرهنگ و خلاقیت یک شهر قلمداد می‌کنند. شهر خلاق منابع فرهنگی یک شهر را  تنها به‌عنوان مواد خامی در نظر می‌گیرد که می‌تواند به‌عنوان دارایی در قرن ۲۱ مورد استفاده قرار گیرد، درست همان‌طور که زغال سنگ، فولاد و طلا دارایی‌های شهر در قرن بیستم بودند.
تحقیقات ریچارد فلوریدا در خصوص شهر خلاق توسط محققانی مانند جیمی پک مورد انتقاد قرار گرفته است، به این دلیل که «به‌صورت کاملاً نامحسوس و در خفا با برنامه‌های توسعۀ «نئولیبرالی» همراهی می‌کند  که حول رقابت بین‌شهری، اعیان‌گرایی، مصرف‌گرایی طبقۀ متوسط و بازاریابی مکان‌محور هستند". به عبارت دیگر، نسخه‌های تحقیق ریچارد فلوریدا در جهت پرورش طبقۀ خلاق، به جای انقلابی بودن، صرفاً راهی برای تقویت مدل اقتصادی مرسوم شهر است. ایدۀ طبقۀ خلاق در خدمت ایجاد یک سلسله‌مراتب فرهنگی است و به این ترتیب نابرابری‌ها را بازتولید می‌کند. در واقع، حتی خود ریچارد فلوریدا تصدیق کرده است که مناطقی که او خود آن‌ها را به‌عنوان کانون‌های طبقۀ خلاق معرفی می‌کند، در عین حال محل نابرابری‌های تکان‌دهنده در وضعیت اقتصادی در میان ساکنان‌شان است. برای توضیح این موضوع، مؤسسه به تورم قیمت مسکن که هجوم خلاقان می‌تواند به یک منطقه بیاورد، و همچنین به اتکای طبقۀ خلاق به صنایع خدماتی اشاره می‌کند که معمولاً به کارکنان خود دستمزد پایینی می‌پردازند.
منتقدان استدلال می‌کنند که ایدۀ شهر خلاق، اکنون به یک عبارت فراگیر تبدیل شده است که در خطر از دست دادن معنای واقعی خود است. این مسأله به دلیل استفادۀ بیش از حد و گاه نابه‌جا از کلمۀ "خلاق" در مورد افراد، فعالیت‌ها، سازمان‌ها، محله‌ها و یا شهرها است که به دور شدن اصطلاح "خلاق" از معنای واقعی خود منجر می شود. مدیریت‌های شهری هنوز تمایل دارند معنای خلاقیت را به هنرها و فعالیت‌های فرهنگی در حرفه‌های اقتصاد خلاق محدود کنند و هر طرح فرهنگی را طرح شهر خلاق می‌نامند؛ در صورتی که چنین فعالیت‌هایی تنها یکی از جنبه‌های خلاقیت یک جامعه باشد. این گرایش در شهرها وجود دارد که این اصطلاح را بدون فکر کردن به پیامدهای سازمانی واقعی آن و نیاز به تغییر طرز فکر خود به‌کار ببرند. خلاقیتی که در اصطلاح شهر خلاق به‌کار می‌رود، مربوط به تفکر جانبی و یکپارچه در تمام جنبه‌های برنامه ریزی شهری و توسعه شهری است که مردم و نه زیرساخت‌ها را در مرکز فرآیندهای برنامه ریزی قرار می‌دهد.
چشم‌انداز اصلی شهر خلاق مطرح شده توسط چارلز لندری که پیشتر به آن اشاره شد، اکنون تقریباً به‌طور کامل توسط دیدگاه ارائه‌شده توسط چارلز فلوریدا که بر اساس نوآوری اقتصادی و نیروی کار ماهر مورد نیاز آن ساخته شده، جایگزین شده است. اکنون ایدۀ شهر خلاق در بسیاری از شهرها به‌جای اینکه چارچوبی برای تحول کلی سیاست شهری باشد به یک پروژۀ تجاری تبدیل شده است. این شهرها انتظارات خود را کاهش داده‌اند و دیگر نمی‌خواهند که سیاست شهری اشاعه‌دهندۀ تخیل خلاق ایجاد کنند. به عبارت دیگر "تز" کلی را می‌توان محدودتر کرد و آن را  تنها تبدیل به‌ یک استراتژی نمود که در این حالت نیاز به کنار گذاشتن بسیاری از پیش‌فرض‌های حاکم در شهرها در مورد نقش آن‌ها در نظم اقتصادی جهانی نمی‌باشد. صاحب‌نطران در مورد شهر خلاق هنوز به دو دسته تقسیم می‌شوند: دستۀ اول یک مفهوم کلی‌نگرانه از خلاقیت شهری جامع دارند که خلاقیت در همۀ اجزا وجود دارد و به هم مرتبط می‌شود و دستۀ دوم معتقدند صرفاً اقتصاد خلاق تا حد زیادی برای نشان دادن چیستی یک شهر خلاق کافی می باشد.

## تأثیر جهانی
در سال ۲۰۰۴، یونسکو شبکۀ شهرهای خلاق (UCCN) را تأسیس کرد. شبکۀ شهرهای خلاق با هدف به اشتراک گذاشتن بهترین شیوه‌ها و مشارکت‌هایی که می‌تواند به حفظ و بهبود خلاقیت یک شهر کمک نماید، تأسیس شد. همۀ شهرهای عضو شبکۀ شهرهای خلاق موافق این اصل هستند که خلاقیت به‌عنوان یک عامل استراتژیک توسعۀ پایدار عمل می‌کند.
شبکۀ شهرهای خلاق دارای هفت حوزۀ خلاق است: صنایع دستی و هنر فولکلور، طراحی، فیلم، خوراک، ادبیات، هنرهای رسانه‌ای و موسیقی.

## شبکه شهرهای خلاق در ایران
شهرهای خلاق یونسکو در ایران شامل رشت، سنندج و کرمانشاه هستند که هر یک به دلیل ویژگی‌های خاص فرهنگی و هنری خود در این شبکه ثبت شده‌اند.
رشت
رشت در سال ۱۳۹۴ به عنوان شهر خلاق خوراک‌شناسی (Gastronomy) به ثبت رسید. این شهر به خاطر تنوع غذایی و استفاده از مواد محلی و فصلی شناخته شده است. رشت با بیش از ۲۵۰ نوع غذا، از جمله غذاهای معروفی مانند میرزا قاسمی و باقلا قاتق، به عنوان یک مقصد گردشگری جذاب برای علاقه‌مندان به غذاهای محلی محسوب می‌شود.
سنندج
سنندج در سال ۱۳۹۷ به عنوان شهر خلاق موسیقی ثبت شد. این شهر به خاطر غنای فرهنگی و موسیقی کردی خود، از جمله ساز «دف» که به عنوان نماد موسیقی ملی شناخته می‌شود، مورد توجه قرار گرفته است. سنندج با برگزاری جشنواره‌ها و کارگاه‌های موسیقی، تلاش می‌کند تا این هنر را حفظ و توسعه دهد.
کرمانشاه
کرمانشاه در سال ۱۴۰۰ به عنوان شهر خلاق خوراک معرفی شد. این شهر با حدود ۸۰ نوع غذا و خوراک خاص خود، شامل نان‌های محلی و شیرینی‌های منحصر به فرد، ظرفیت بالایی در زمینه گردشگری خوراک دارد. انتخاب کرمانشاه به عنوان یک شهر خلاق می‌تواند باعث رونق گردشگری و معرفی فرهنگ غنی این منطقه شود.
این سه شهر با ویژگی‌های منحصر به فرد خود، نه تنها نمایانگر تنوع فرهنگی ایران هستند بلکه به عنوان مقاصد جدید گردشگری خلاق در سطح بین‌المللی شناخته می‌شوند.شهرهای خلاق با استفاده از ظرفیت‌های محلی خود می‌توانند به عنوان محرک‌های کلیدی برای تاب‌آوری اقتصادی عمل کنند. این رویکرد نه تنها به رشد اقتصادی کمک می‌کند بلکه باعث افزایش کیفیت زندگی ساکنان و حفظ محیط زیست نیز خواهد شد.
شهرهای خلاق خوراک نه تنها به حفظ فرهنگ محلی کمک می‌کنند بلکه با تقویت هویت فرهنگی و افزایش حس تعلق اجتماعی در میان ساکنان، نقش مهمی در توسعه پایدار جوامع ایفا می‌نمایند.هم اکنون شهر اصفهان و بندرعباس در حوزه صنایع دستی، شهر کرمانشاه و رشت در حوزه خوراکی و شهر سنندج در حوزه موسیقی خلاق هستند.

## همچنین ببینید
- صنایع خلاق
- شهر هوشمند

## لینک های خارجی
- www.creativeclass.com
- www.creativeeconomy.com
- www.urbanumbrella.net (غیر انتفاعی)
- www.livable.org
- www.meshcities.com
- فهرست شهرهای خلاق یونسکو